# Вайдгофен-ан-дер-Іббс
Вайдхофен-на-Ібсі (нім. Waidhofen an der Ybbs) — місто земельного підпорядкування в Австрії, в федеральній землі Нижня Австрія.
Населення становить 11 817 осіб (на 31 грудня 2005 року). Займає площу 131,52 км². Офіційний код — 31 березня.

## Політична ситуація
Бургомістр комуни — Вольфганг Майр (АНП) за результатами виборів 2012 року.
Рада представників комуни (нім. Gemeinderat) складається з 40 місць:
- АНП займає 20 місць.
- СДПА займає 10 місць.
- Партія UWG (Unabhängige Wählergemeinschaft) займає 6 місць.
- Партія FUFU (Farblose Unabhängige Formierte Uniformierte) займає 2 місця.
- Зелені займають 1 місце.
- АПС займає 1 місце.

## Клімат
| Клімат Вайдгофен-ан-дер-Ібс | Клімат Вайдгофен-ан-дер-Ібс | Клімат Вайдгофен-ан-дер-Ібс | Клімат Вайдгофен-ан-дер-Ібс | Клімат Вайдгофен-ан-дер-Ібс | Клімат Вайдгофен-ан-дер-Ібс | Клімат Вайдгофен-ан-дер-Ібс | Клімат Вайдгофен-ан-дер-Ібс | Клімат Вайдгофен-ан-дер-Ібс | Клімат Вайдгофен-ан-дер-Ібс | Клімат Вайдгофен-ан-дер-Ібс | Клімат Вайдгофен-ан-дер-Ібс | Клімат Вайдгофен-ан-дер-Ібс | Клімат Вайдгофен-ан-дер-Ібс |
| Показник                    | Січ.                        | Лют.                        | Бер.                        | Квіт.                       | Трав.                       | Черв.                       | Лип.                        | Серп.                       | Вер.                        | Жовт.                       | Лист.                       | Груд.                       | Рік                         |
| Абсолютний максимум, °C     | 16                          | 18,2                        | 25,1                        | 26,4                        | 31,9                        | 32,5                        | 37,3                        | 34,8                        | 32                          | 27                          | 22,9                        | 15,2                        | 37,3                        |
| Середній максимум, °C       | 2,2                         | 4,2                         | 9,5                         | 13,6                        | 19,4                        | 21,9                        | 23,9                        | 23,8                        | 19,4                        | 13,7                        | 6,8                         | 3                           | 13,5                        |
| Середня температура, °C     | −1,6                        | −0,3                        | 3,9                         | 7,7                         | 13,1                        | 16,1                        | 17,8                        | 17,4                        | 13,4                        | 8,2                         | 3                           | −0,2                        | 8,2                         |
| Середній мінімум, °C        | −4,4                        | −3,5                        | −0,1                        | 3                           | 7,6                         | 10,9                        | 12,6                        | 12,6                        | 9,4                         | 4,8                         | 0,4                         | −2,9                        | 4,2                         |
| Абсолютний мінімум, °C      | −25,8                       | −23,6                       | −21,1                       | −6                          | −2,2                        | 0,5                         | 5                           | 4,5                         | 1,4                         | −9                          | −16                         | −22,5                       | −25,8                       |
| Норма опадів, мм            | 75.1                        | 66.5                        | 85.9                        | 91.5                        | 99.6                        | 122.6                       | 144.4                       | 103.8                       | 93                          | 72.4                        | 92.7                        | 86.1                        | 1136.6                      |
| --------------------------- | --------------------------- | --------------------------- | --------------------------- | --------------------------- | --------------------------- | --------------------------- | --------------------------- | --------------------------- | --------------------------- | --------------------------- | --------------------------- | --------------------------- | --------------------------- |
| Джерело: Weatherbase        |                             |                             |                             |                             |                             |                             |                             |                             |                             |                             |                             |                             |                             |